# Nationalliberale Partei
 "Nationalliberale parti" omdirigeres hertil. For andre betydninger af Nationalliberale parti, se Nationalliberale parti (Rumænien).
Nationalliberale Partei (NLP) var et preussisk politisk parti. Partiet blev grundlagt i 1867 som følge af en afspaltning fra Deutsche Fortschrittspartei året før. Det konstituerede sig i 1866 i den preussiske landdag (parlamentets underhus).
Vigtige punkter på det politiske program var national tysk enhed, med militære midler i Bismarcks ånd, en parlamentarisk og konstitutionel retsstat og forandring af det tyske rige til en moderne industristat.
Partiet repræsenterede hovedsageligt de nationalt og/eller liberalt indstilledes interesser dvs. dannelsesborgerskabet, ejendomsborgerskabet og det industrielle storborgerskab.
Efter novemberrevolutionen i 1918 mistede partiet sin betydning. Venstrefløjen dannede Deutsche Demokratische Partei, men flertallet af medlemmerne gik over til det højreorienterede Deutsche Volkspartei, anført af Gustav Stresemann.